# Игор Гузенко
Игор Гузенко (на руски: Игорь Сергеевич Гузенко; на украински: Ігор Сергійович Гузенко) е съветски офицер от тайните служби, преминал на страната на САЩ и разкрил размера на съветския шпионаж в Северна Америка.

## Биография
Гузенко завършва Московската инженерна академия и Московския институт по архитектура.
През 1941 г. е призован в армията и започва да учи в школа за военно разузнаване в Москва, след което е назначен в главното шифровъчно бюро на Главното разузнавателно управление (ГРУ). Участва във военните действия през Втората световна война. През лятото на 1943 г. е преместен в канадската столица Отава като шифров чиновник в съветското посолство.
През септември 1944 г. Гузенко получава неочаквана заповед да се завърне в Съветския съюз. По-късно това се отлага, но семейството решава да не се върне в родината. На 5/6 септември 1945 г. с бременната си съпруга и сина им (които са с него в Отава в противоречие с установените правила) Гузенко се опитва да получи убежище за семейството си, обръщайки се към канадското правителство. Канадските власти осигуряват на Гузенко и семейството му дом на тайно място и променят самоличността им.
Разкритията на Гузенко и документите, които е взел със себе си, разкриват наличието на 19 агенти на ГРУ в Канада и води до девет присъди. Гузенко води и до разкриването на Агентурна група „Бек“, която търси информация за производството на атомна бомба.
През 1948 г. Гузенко издава книга за измяната си със заглавие „Това бе моят избор“ (This Was My Choice, 1948). По нея е създаден филмът „Желязната завеса“. Гузенко живее до смъртта си в Канада и пише романи.